# Список мусульманських кладовищ України

## Список
Львівське мусульманське кладовище
Мусульманська ділянка Краснопільського кладовища Дніпра. Тут поховані Іса Мунаєв, Аміна Окуєва, солдат Збройних сил України Шаміль Румигін.
Кивське мусульманське кладовище
Харківське мусульманське кладовище
Запорізьке мусульманське кладовище (селище Кушугум)
Полтавське мусульманське кладовище
Луцьке мусульманське кладовище
Сумське мусульманське кладовище 
Херсонське мусульманське кладовище (селище Антонівка)
Миколаївське мусульманське кладовище 
Мусульманське кладовище міста Рубіжне
Ділянка для поховання мусульман у місті Одеса
Мусульманське кладовище «Абдал» (місто Сімферополь)
Бахчисарайське мусульманське кладовище
Севастопольське мусульманське кладовище
Керченське мусульманське кладовище
Харківське мусульманське кладовище